# Al Fine
Al Fine... je samostojni glasbeni album hrvaškega pevca, skladatelja in multiinstrumentalista Žanila Tataja - Žaka (Mary Rose, ex-Divlje Jagode, ...).
Nastajal je med leti 2020 in 2022 v različnih studiih širom sveta, na njem pa so prisostvovali številni glasbeniki iz širše regije.
Izšel je pri založbi ONE Records v Beogradu.

## Seznam pesmi
| CD  | CD                     | CD                                   | CD      |
| Št. | Naslov                 | Pisec                                | Dolžina |
| --- | ---------------------- | ------------------------------------ | ------- |
| 1.  | „Hologram‟             | Ž. Tataj – Žak / S. Starčević        | 4:18    |
| 2.  | „Da li ti je dosta?‟   | Neon / Neon – Žanil Tataj – Žak      | 3:36    |
| 3.  | „Buđenje‟              | Neon / D. Terlević - Neon / S. Lazar | 3:40    |
| 4.  | „Novi svijet‟          | Neon                                 | 4:22    |
| 5.  | „Možda danas‟          | Ž. Tataj – Žak                       | 4:17    |
| 6.  | „Pustite da živim‟     | S. Obrč / R. Surić / Ž. Tataj – Žak  | 5:05    |
| 7.  | „Duga zima‟            | S. Obrč / Ž. Tataj – Žak             | 4:17    |
| 8.  | „Grom u koprive‟       | D. Đurković – Englez                 | 3:30    |
| 9.  | „Kišni dan‟            | Ž. Tataj – Žak                       | 3:45    |
| 10. | „Laku noć‟             | Ž. Tataj – Žak / D. Tataj            | 3:35    |
| 11. | „Falling Angel‟        | Ž. Tataj – Žak / N. Vidmar           | 7:01    |
| 12. | „Have You Had Enough?‟ | Neon / Neon – Žanil Tataj – Žak      | 3:31    |

## Zasedba
Žanil Tataj - Žak - Glavni in spremljevalni vokali, bas kitara (1,2,3,4,9,10,12), akustična kitara (4,7,9), klaviature (6)

### Sodelujoči
- HOLOGRAM

Nejc Vidmar / kitare
Zoran Saulig / klaviature
Klemen Markelj / bobni  
- DA LI TI JE DOSTA?

Nejc Vidmar / kitare
Zoran Saulig / klaviature
Eva & Lea Rac / spremljevalni vokali
Neon / programiranje
- BUĐENJE

Nejc Vidmar / kitare
Zoran Saulig / klaviature
Neon / programiranje
- NOVI SVIJET

Nejc Vidmar / kitare
Zoran Saulig / klaviature
Eva & Lea Rac / spremljevalni vokali
Neon / programiranje
- MOŽDA DANAS

Pavel Denisjuk / kitare
Alexandar Stemberga / bas kitara
Zoran Saulig / klaviature
Eduard Banov / bobni
- PUSTITE DA ŽIVIM

Nejc Vidmar / ritem kitare
Emir Hot / solo kitara
Ivan Pop / solo kitara
Sven Marenković / bas kitara
Olja Dešić / klaviature in orkestracija
Klemen Markelj / bobni
- DUGA ZIMA

Imran Duraj / solo in ritem kitara
Muris Varajić / solo kitara
Sven Marenković / bas kitara
Nikola Celić / klaviature in orkestracija
Klemen Markelj / bobni
- GROM U KOPRIVE

Dejan Đurković – Englez / solo in ritem kitare, bas kitara, klaviature
Igor Paspalj / solo kitara
Miroslav Majkić – Bandar / bobni
Nataša Tonković / spremljevalni vokal
- KIŠNI DAN

Imran Duraj / kitare
Matko Basara / klaviature
Eva & Lea Rac / spremljevalni vokali
Klemen Markelj / bobni
- LAKU NOĆ

Stefan Šegulja / kitare
Zoran Saulig / klaviature in programiranje
Eva & Lea Rac / spremljevalni vokali
- FALLING ANGEL

Nejc Vidmar / kitare, bas kitara
Alen Šenkovski / solo kitara
Eki Alilovski / solo kitara
Damjan Deurić / klaviature
Klemen Markelj / bobni
- HAVE YOU HAD ENOUGH?

Nejc Vidmar / kitare
Zoran Saulig / klaviature
Neon / programiranje

## Produkcija
Aranžmaji: Žanil Tataj – Žak, Nejc Vidmar, Imran Duraj, Neon, Zoran Saulig
Izvršni producent: Žanil Tataj – Žak
Fotografija: Damir Macan
Naslovnica: Danny Rafaniello
Mix in mastering: Studio Piknik Novi Sad